# Solms-laubachia
Solms-laubachia là chi thực vật có hoa trong họ Cải.

## Các loài
Có khoảng 26 loài được ghi nhận thuộc chi này:

- Solms-laubachia angustifolia J.P.Yue, Al-Shehbaz & H.Sun
- Solms-laubachia baiogoinensis (K.C.Kuan & C.H.An) J.P.Yue, Al-Shehbaz & H.Sun
- Solms-laubachia calcicola J.P.Yue, Al-Shehbaz & H.Sun
- Solms-laubachia eurycarpa (Maxim.) Botsch.
- Solms-laubachia flabellata (Regel) J.P.Yue, Al-Shehbaz & H.Sun
- Solms-laubachia grandiflora J.P.Yue, Al-Shehbaz & H. Sun
- Solms-laubachia haranensis (Al-Shehbaz) J.P.Yue, Al-Shehbaz & H.Sun
- Solms-laubachia himalayensis (Cambess.) J.P.Yue, Al-Shehbaz & H.Sun
- Solms-laubachia incana (Ovcz.) J.P.Yue, Al-Shehbaz & H.Sun
- Solms-laubachia jafrii (Al-Shehbaz) J.P.Yue, Al-Shehbaz & H.Sun
- Solms-laubachia lanata Botsch.
- Solms-laubachia linearifolia (W.W.Sm.) O.E.Schulz
- Solms-laubachia linearis (N.Busch) J.P.Yue, Al-Shehbaz & H.Sun
- Solms-laubachia mieheorum (Al-Shehbaz) J.P.Yue, Al-Shehbaz & H.Sun
- Solms-laubachia minor Hand.-Mazz.
- Solms-laubachia mirabilis (Pamp.) J.P.Yue, Al-Shehbaz & H.Sun
- Solms-laubachia nepalensis (H.Hara) J.P.Yue, Al-Shehbaz & H.Sun
- Solms-laubachia platycarpa (Hook.f. & Thomson) Botsch.
- Solms-laubachia prolifera (Maxim.) J.P.Yue, Al-Shehbaz & H.Sun
- Solms-laubachia pulcherrima Muschl.
- Solms-laubachia pumila (Kurz) F.Dvořák
- Solms-laubachia retropilosa Botsch.
- Solms-laubachia stewartii (T.Anderson) J.P.Yue, Al-Shehbaz & H.Sun
- Solms-laubachia sunhangiana J.P.Yue & Al-Shehbaz
- Solms-laubachia xerophyta (W.W.Sm.) H.F.Comber
- Solms-laubachia zhongdianensis J.P.Yue, Al-Shehbaz & H.Sun